# Colorado Crush (IFL)
Die Colorado Crush sind ein Arena-Football-Team aus Loveland, Colorado, das aktuell in der Indoor Football League (IFL) spielt. Ihre Heimspiele tragen die Crush im Budweiser Events Center aus.

## Geschichte
Die Crush wurden 2006 als Colorado Ice gegründet. Erst 2015 wurde der Name in Crush geändert. Das Franchise stieg 2007 in die United Indoor Football (UIF) ein. Nach deren Zusammenschluss mit der Intense Football League, nahmen die Crush 2009 an der neu formierten Indoor Football League (IFL) teil. In ihrer Geschichte schaffte Colorado sechs Mal den Einzug in die Playoffs, eine Finalteilnahme blieb ihnen allerdings verwehrt.
Die Crush haben übrigens nichts mit den Colorado Crush zu tun, die von John Elway 2002 gegründet wurden und in der Arena Football League (AFL) spielten. Diese Crush wurden 2008 aufgelöst.

## Saisonen 2007–2008 (United Indoor Football)
Die Crush (damals noch „Ice“) stiegen zur Saison 2007 in der UIF ein.
In den beiden Spielzeiten konnten sie einmal in die Playoffs einziehen, verloren aber das Division Semi-Final Game gegen den späteren Titelgewinner Sioux Falls Storm mit 16:44.

## Saison 2009 bis heute (Indoor Football League)
Zur Saison 2009 wurde aus der UIF die Indoor Football League (IFL) gegründet, an der die Ice teilnahmen.
Bis zur Saison 2017 konnten sie fünf Mal die Playoffs erreichen, ein Finaleinzug konnte aber nicht realisiert werden. Zur Saison 2016 schließlich wurde bekannt gegeben, dass sich die Ice in Crush umbenennen würden.
Ende der Saison 2016 wurde bekannt, dass der Besitzer der Crush das Franchise verkaufen will. Einen Käufer fand sich mit Project FANchise, welches bereits bei den Salt Lake Screaming Eagles operiert. Bei dieser Variante der Klubführung übernehmen die Fans jegliche Aufgaben, die sonst ein General Manager ausüben würde, wie zum Beispiel die Verpflichtung von Spielern und Trainern.
Die Saison 2017 schlossen die Crush mit 3 Siegen und 13 Niederlagen auf dem letzten Platz der Intense Conference ab und verpassten die Playoffs deutlich.

## Stadion
Die Crush spielen im 2003 erbauten Budweiser Events Center mit Platz für 5.289 Zuschauern. Sie teilen sich das Stadion unter anderem mit dem Eishockeyteam der Colorado Eagles aus der ECHL.